# Ван Тинховен, Гейсберт
Гейсберт ван Тинховен (нидерл. Gijsbert van Tienhoven; 12 февраля 1841 — 10 октября 1914) — нидерландский политик, премьер-министр Нидерландов с 1891 по 1894 годы.

## Биография
Вначале изучал богословие в университете Утрехта. Позже, окончил юридический факультет Амстердамского университета. Юрист по образованию. Некоторое время работал в качестве юриста в Гааге, затем — чиновник Министерства юстиции.
В 1869 году — профессор римского и современного права и истории права в Амстердаме.
Либеральный политик. Свою политическую карьеру начал со службы в муниципальном и исполнительном совете Амстердама.
В 1880—1891 — бургомистр столичного города Амстердам. Член Палаты представителей и в течение одиннадцати лет — член Сената.
В 1891 стал министром иностранных дел, а с 21 августа 1891 — занял пост премьер-министра Нидерландов. Во главе нового кабинета принял меры по реформированию избирательного права и налоговой системы, повышению безопасности и условий труда на фабриках, введению социального страхования для старых или покалеченных рабочих. При премьер-министре Ван Тийнховене в 1893 году состоялась международная конференция о международном частном праве.
Ушёл в отставку в 1894 году. Затем, в 1897—1911 годах служил комиссаром королевы Вильгельмины (Commissaris van de Koning) в Северной Голландии.

## Награды
- Командор Ордена Нидерландского льва
- Командор Ордена Оранских-Нассау